# 堀越高等学校の人物一覧
堀越高等学校の人物一覧（ほりこしこうとうがっこうのじんぶついちらん）は、堀越高等学校の主な出身者・教員・関係者などについての一覧である。

## 校長
- 堀越克明

## スポーツ

### サッカー
現役
- 和田翔太 - マスター7FC
- 岩間雄大 - 栃木SC
- 岡庭愁人 - FC東京
- 日野翔太 - サガン鳥栖

引退
- 松木安太郎 - サッカー解説者、スポーツキャスター、元Jリーグ監督、芸能人以外では唯一の旧・芸能コース（現・TRAITコース）出身者[注釈 1]
- 鈴木政紀
- 奥原崇 - 元FC東京U-15深川監督
- 新條宏喜
- 立石智紀
- 平本大介
- 森田真司
- 上田実

### 野球
現役
- 渡邉悠斗

引退
- 依田優一
- 但田裕介
- 今成泰章 - 球団スカウト
- 猪俣隆
- 原英史
- 野村克則 - 阪神タイガースコーチ
- 井端弘和 - 野球日本代表コーチ
- 山本幸正
- 岩隈久志

### テニス
- 鈴木貴男
- 波形純理

### ゴルフ
- 大岩龍一
- 廣田真優
- 飯島茜

### その他
- 木村俊作 - 元アメリカンフットボール選手
- 長屋宏和 - レーシングドライバー、ファッションデザイナー
- 前田喜史 - 元フットサル日本代表、在学時はサッカー部

## 文化
- 小林覚 - 囲碁棋士
- 竹内高 - イラストレーター、キャラクターデザイナー

## 芸能（男性）

### 1940年代生まれ
- 松崎澄夫 - 音楽プロデューサー・元歌手、元アミューズ社長

### 1950年代生まれ
- あいざき進也
- 青山孝
- 江木俊夫
- 江藤博利
- おりも政夫
- 加川明
- 草川祐馬
- 郷ひろみ
- 小坂まさる[注釈 2][注釈 3]
- 城みちる[注釈 1]
- 玉元正男
- 永田英二
- 野口五郎
- 長谷川諭

### 1960年代生まれ
- 片岡孝太郎
- 川﨑麻世
- 真田広之
- 渋谷哲平
- サード長嶋
- 曾我泰久[注釈 2]
- 長谷部徹
- 竹本孝之
- 永瀬正敏[注釈 4]
- ビトタケシ
- ひかる一平
- 松原秀樹[注釈 2][注釈 5]
- 水島新太郎

### 1970年代生まれ
- 赤坂晃
- 伊崎充則
- 市川團十郎[注釈 1]
- 稲垣吾郎
- 大藏彌太郎千虎（能楽師狂言方）
- 大藏基誠（能楽師狂言方）
- 大沢健
- 漢 (MSC)
- 草彅剛
- 工藤正貴（工藤夕貴の弟）
- 小島啓
- 佐藤アツヒロ
- 筒井道隆
- 堂本剛 (KinKi Kids)
- 原知宏
- 本田大輔
- 真木蔵人[注釈 5]
- 松岡昌宏 (TOKIO)[1]
- ゆってぃ

### 1980年代生まれ
- 秋山純[2]
- いがらし奈波
- 生田斗真
- 伊阪達也
- 市原隼人[注釈 6]
- 植原卓也
- 榎本雄太[2]
- 岡田准一[3]
- 小谷幸弘
- 尾上松也
- 勝地涼
- 郭智博
- 金子統昭
- 北山宏光（スポーツ推薦：サッカー・Kis-My-Ft2）[4][5]
- 呉村哲弘
- 小池徹平[注釈 1]
- 小柳友
- 塩川渉
- 城田優
- 仙田賢太郎
- 中山麻聖
- 高橋一生
- 田中聖[4]
- 塚本高史[注釈 5]
- 手越祐也
- 徳山秀典
- 栩原楽人
- 中村勘九郎[注釈 1]
- 中村七之助
- 仁科克基[注釈 5]
- 長谷川純[4]
- 坂東巳之助
- bp
- 藤田玲
- 藤原竜也[注釈 5]
- 松田龍平[注釈 5]
- 松本潤
- 山崎裕太
- 山下智久[4]
- 山下翔央
- 若葉竜也

### 1990年代生まれ
- 青柳塁斗
- 安達大
- 有岡大貴 (Hey! Say! JUMP)[6]
- 鮎川太陽
- 入江甚儀
- 神木隆之介
- 阪本奨悟
- 佐藤勝利 (Sexy Zone)
- 田中樹 (SixTONES)
- 知念侑李 (Hey! Say! JUMP)[7]
- 戸谷公人
- 永嶋柊吾
- 中島裕翔 (Hey! Say! JUMP)[7]
- 中村隼人
- 西井幸人
- 布川隼汰
- 野村周平
- 林家ぽん平
- Matt
- 松村北斗 (SixTONES)
- 三浦春馬
- 村田龍太郎
- 森本慎太郎 (SixTONES)
- 八乙女光 (Hey! Say! JUMP)[8]
- 柳楽優弥
- 薮宏太 (Hey! Say! JUMP)[8]
- 山田涼介 (Hey! Say! JUMP)[7]

### 2000年代生まれ
- 石橋陽彩
- 井上瑞稀 (HiHi Jets)
- 鈴木福
- 橋本涼 (HiHi Jets)

## 芸能（女性）

### 1950年代生まれ
- 青島美幸
- 秋谷陽子
- 浅野真弓[注釈 5]
- 池上季実子
- 石川さゆり
- 伊藤咲子
- 岩崎宏美
- 岡田奈々
- 片平なぎさ
- 北村優子
- 榊原郁恵[注釈 1]
- 坂口良子
- 竹井みどり
- 内藤はるみ
- 林寛子
- 村地弘美
- 森昌子

### 1960年代生まれ
- 藍田美豊
- 青田浩子
- 朝川ひろこ
- 浅野ゆう子
- 新井薫子
- 荒木由美子[注釈 1]
- 石坂智子[注釈 1]
- 石田えり
- 石野真子[注釈 1]
- いしのようこ[注釈 1]
- 石原真理子[注釈 1]
- 井上望[注釈 1]
- 井森美幸
- 岩井小百合[注釈 2]
- 岩崎良美
- 大場久美子[注釈 1]
- 岡谷章子[注釈 1]
- 岡田有希子[注釈 1]
- 岡村有希子（現：渡辺かえ）
- 荻野目洋子
- 甲斐智枝美[注釈 1]
- 柏原芳恵
- 河上幸恵
- 菊地陽子
- 木村亜希（現：亜希）
- 木元ゆうこ[注釈 1][注釈 5]
- 倉沢淳美
- 桑田靖子
- 小出広美[注釈 1][注釈 5]
- 香坂みゆき
- 坂上とし恵（現：野々村俊恵）
- 柴田くに子
- 島田歌穂[注釈 1]
- 志村香
- 神保美喜[注釈 2]
- 高橋美枝
- 高部知子[注釈 2]
- 武田久美子[注釈 2]
- 田中久美[注釈 1]
- 田中由美子
- 長沢由利香
- 中島はるみ
- 長山洋子
- 西崎緑
- 仁科扶紀
- 橋本美加子
- 浜田朱里[注釈 1]
- 原真祐美
- 早見優[注釈 1]
- 比企理恵[注釈 1]
- 藤谷美和子（中等部のみ）
- 堀ちえみ
- 本田美奈子.[注釈 1]
- 松尾久美子
- 松田聖子[注釈 1]
- 松本明子
- 松本伊代
- 松本小雪
- 松本友里[注釈 1]
- 水野きみこ[注釈 1]
- 南野陽子[注釈 1]
- 嶺川貴子
- 宮崎ますみ
- 村田恵里
- 村松美香
- 森口博子[注釈 1]
- 森高千里[注釈 1]
- 森奈みはる
- 八木小緒里
- 安原麗子
- 矢野有美
- 山瀬まみ[注釈 1]
- 米倉ますみ
- 山本百合子
- 渡辺美奈代[注釈 4]

### 1970年代生まれ
- 相川恵里
- 青木真穂（現：山田よう子）
- 秋本祐希
- ANZA
- 石田ひかり
- 石橋けい
- 伊藤美紀
- 井上麻美
- 上野めぐみ
- 大村真有美
- 大根夕佳
- 大賀勇気
- 岡崎由喜枝
- 沖本富美代
- 沖本美智代
- 小沢なつき
- 音羽しのぶ
- 片山さゆり
- KaNNa
- 菅野美寿紀
- 北岡夢子[注釈 1]
- 工藤夕貴
- 国実百合[注釈 1]
- 小高恵美
- 斉藤満喜子[注釈 1]
- 桜井かずみ
- 桜井幸子
- 坂井順子
- 酒井法子
- 佐月亜衣（現：駒村多恵）
- 佐藤忍
- 佐藤仁美[注釈 1]
- 沢田玉恵[注釈 3]
- 渋谷琴乃
- 杉本理恵
- 高岡早紀
- 高橋由美子
- 田川寿美
- 田中律子[注釈 1]
- 田中有紀美
- 田村英里子
- 千葉美加
- 円谷優子
- 統乃さゆみ
- 飛田恵里
- ともさかりえ
- 永井みゆき
- 中條かな子（現：緒方かな子）
- 中野理絵
- 中山エミリ
- 夏川りみ
- 新島弥生
- 西野妙子[注釈 5]
- 西村知美
- 仁藤優子
- 浜崎あゆみ[注釈 5]
- 早坂好恵
- 久松由実
- 深津絵里[注釈 4]
- 細江真由子（現：みずき舞）
- 堀江奈々
- 本田理沙
- 舞風りら
- 松たか子[注釈 1]
- 真弓倫子
- 水谷麻里[注釈 2]
- 森野文子
- 薬師寺容子
- 山口リエ
- 山崎真由美
- 大和さくら
- 吉沢瞳
- 若林志穂[注釈 1]

### 1980年代生まれ
- 愛里
- 阿井莉沙
- 蒼井優[4]
- 赤嶺寿乃
- 安達祐実
- あびる優[注釈 5]
- 新井みずか
- ダーブロウ有紗
- 綾瀬はるか[注釈 1]
- YVE
- 上戸彩[注釈 5]
- エリアンナ
- 大沢友里江
- 大森美知
- 大谷みつほ
- 大塚ちひろ
- 大村彩子
- 大本彩乃 (Perfume)
- 小高早紀
- 垣内彩未
- 樫野有香 (Perfume)
- 片山さゆり[注釈 1]
- 加藤あい[注釈 1]
- 上良早紀
- 上脇結友
- 川嶋あい[注釈 6]
- 川田由起奈 (BOYSTYLE)
- 神崎詩織
- 北川弘美
- 木村由姫
- 黒川智花
- 黒川芽以
- 黒木マリナ
- 後藤理沙[注釈 5]
- 小林涼子
- 紗栄子
- 酒井彩名[4]
- 佐藤江梨子
- サントス・アンナ
- 椎名法子
- 渋谷飛鳥
- 清水明実
- 白田久子
- 鈴木杏
- 関山藍果
- 平愛梨
- 高部あい[注釈 1]
- 高本彩
- 多岐川華子
- 橘佳奈[4]
- 田野アサミ (BOYSTYLE)
- 知華
- 豊田エリー[注釈 1]
- 内藤陽子
- 長澤まさみ
- 仲根かすみ
- 七海まい
- 新山千春
- 西端さおり
- 西田静香
- 西脇愛美
- 西脇綾香 (Perfume)
- 野波麻帆[注釈 1]
- 橋本愛実[注釈 1]
- 橋本真実
- 橋本麗香
- 長谷部優 (dream/DRM)[4]
- 濱松咲[注釈 5]
- 浜口順子[注釈 1][4]
- 林丹丹[注釈 1]
- 葉山恵里[注釈 1]
- 平山あや
- 深田恭子
- 藤谷舞
- 藤村ちか
- 松本ステファニー
- 増島綾子
- 水川あさみ
- 水樹奈々
- 森田彩華
- 山口紗弥加
- 山下莉奈[注釈 1]
- 悠城早矢
- ユリサ (Buzy)
- 渡辺杏[注釈 5]（現：杏）

### 1990年代生まれ
- 彩月貴央
- 池田沙絵美
- 泉川実穂[9]
- 小澤奈々花[10]
- 尾高杏奈
- 河北麻友子[6]
- 川島海荷
- 忽那汐里
- 後藤紗亜弥
- 籠谷さくら[10]
- 坂口杏里
- 志田未来
- 杉原由規奈
- 田井中茉莉亜
- 田中珠里
- 塚本舞
- 西脇彩華
- 春本由香
- 福田沙紀[8]
- 水谷里歩
- 蓮佛美沙子[8]

### 2000年代生まれ
- 阿部夢梨 (SUPER☆GiRLS)[11]
- 井頭愛海[12]
- 尾碕真花[12]
- 小田柚葉（Girls²）
- 茅島みずき
- 進藤あまね[13]
- 鈴木夢
- 髙橋ひかる
- 徳永羚海 (AKB48)
- 浜辺美波[14]
- 林鼓子[15]